# Mai Giang
Mai Giang (chữ Hán giản thể: 梅江区, âm Hán Việt: Mai Giang khu) là một quận thuộc địa cấp thị Mai Châu, tỉnh Quảng Đông, Cộng hòa Nhân dân Trung Hoa. Quận Mai Giang có diện tích 323 km², dân số năm 2004 là 306.100 người. Mai Giang nằm ở đông bắc của Quảng Đông, là trung tâm hành chính của Mai Châu. Đến thời điểm tháng 5/2005, 1uận này được chia thành các đơn vị hành chính gồm 3 nhai đạo, 3 trấn.
- Nhai đạo biện sự xứ: Kim Sơn, Giang Nam, Tây Giao.
- Trấn: Trường Sa, Tam Giác, Thành Bắc.